# Vorobiovy gory (métro de Moscou)
Vorobiovy gory (en russe : Воробьёвы го́ры et en anglais : Vorobyovy Gory, littéralement Mont des Moineaux), est une station de la ligne Sokolnitcheskaïa (ligne 1 rouge) du métro de Moscou, située sur le territoire du raïon Gagarinski dans le district administratif sud-ouest de Moscou.

## Situation sur le réseau
Établie en aérien, à 10 mètres au-dessus du niveau du sol, la station Vorobiovy gory est située au point 074+21,2 de la ligne Sokolnitcheskaïa (ligne 1 rouge), entre les stations Sportivnaïa (en direction de Boulvar Rokossovskogo) et Ouniversitet (en direction de Salarievo).

## Histoire
Elle est l'unique station de la ville, et même du monde entier, à être construite sur le niveau inférieur d'un pont. Avec une longueur de 270 mètres, la plateforme est la plus longue du système car la station devait être accessible de part et d'autre de la Moskova. Elle est également la plus haute station au-dessus du sol, avec une altitude de 15 mètres, ce qui est moins remarquable car, mises à part une poignée d'entre elles, toutes les stations de la ville sont sous terre. Hormis ses dimensions, Vorobiovy gory est aussi unique de par la présence de vitres, ce qui est la norme pour nombre de ponts piétonniers sur la Moskova.
Le pont, connu sous le nom de Pont Loujniki, ou simplement Metromost, et qui traverse la Moskova, fut construit en 1958. Les architectes du projet se nommaient Mark Boubnov (ru), A.S. Markelov, Mikhaïl Markovski (ru), A.K. Ryjkov, et Boris Tkhor (ru). Cependant, en 1983, le pont, affaibli par la corrosion, fut considéré dangereux et Vorobiovy gory (alors appelée Leninskie gory) fut temporairement fermée pour réparations et les trains furent redirigés vers deux ponts temporaires le long du Pont Loujniki. Dix-huit ans après, le 14 décembre 2002, la station rénovée et renommée fut ouverte à nouveau au public.

## Services aux voyageurs

### Desserte

Installations et desserte
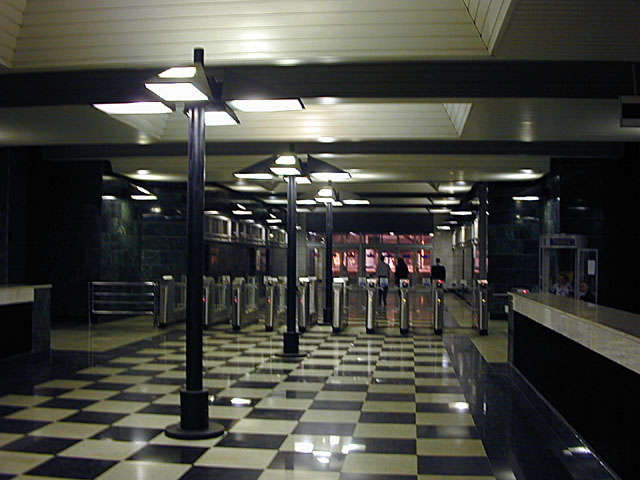
2007.
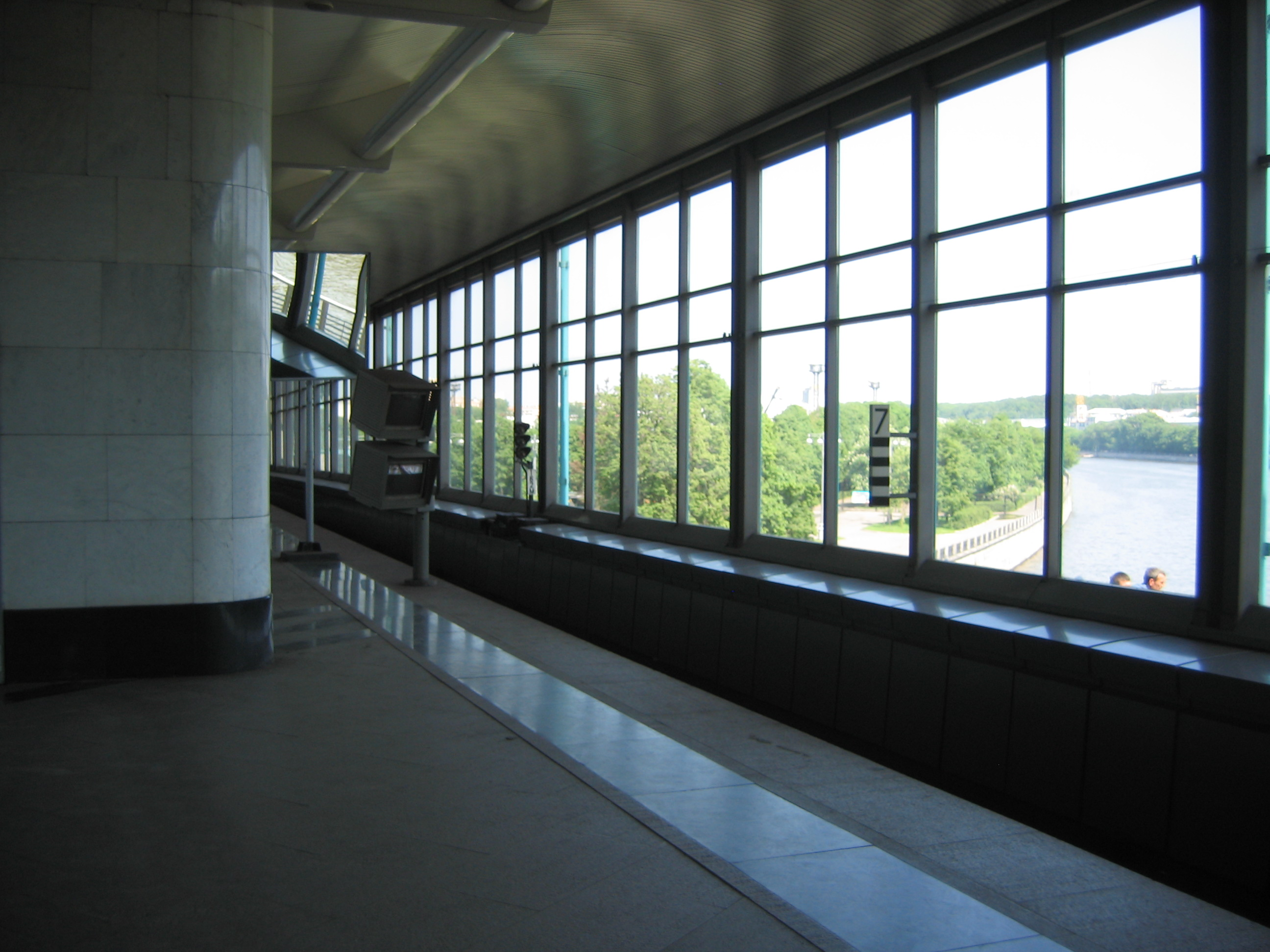
2007.
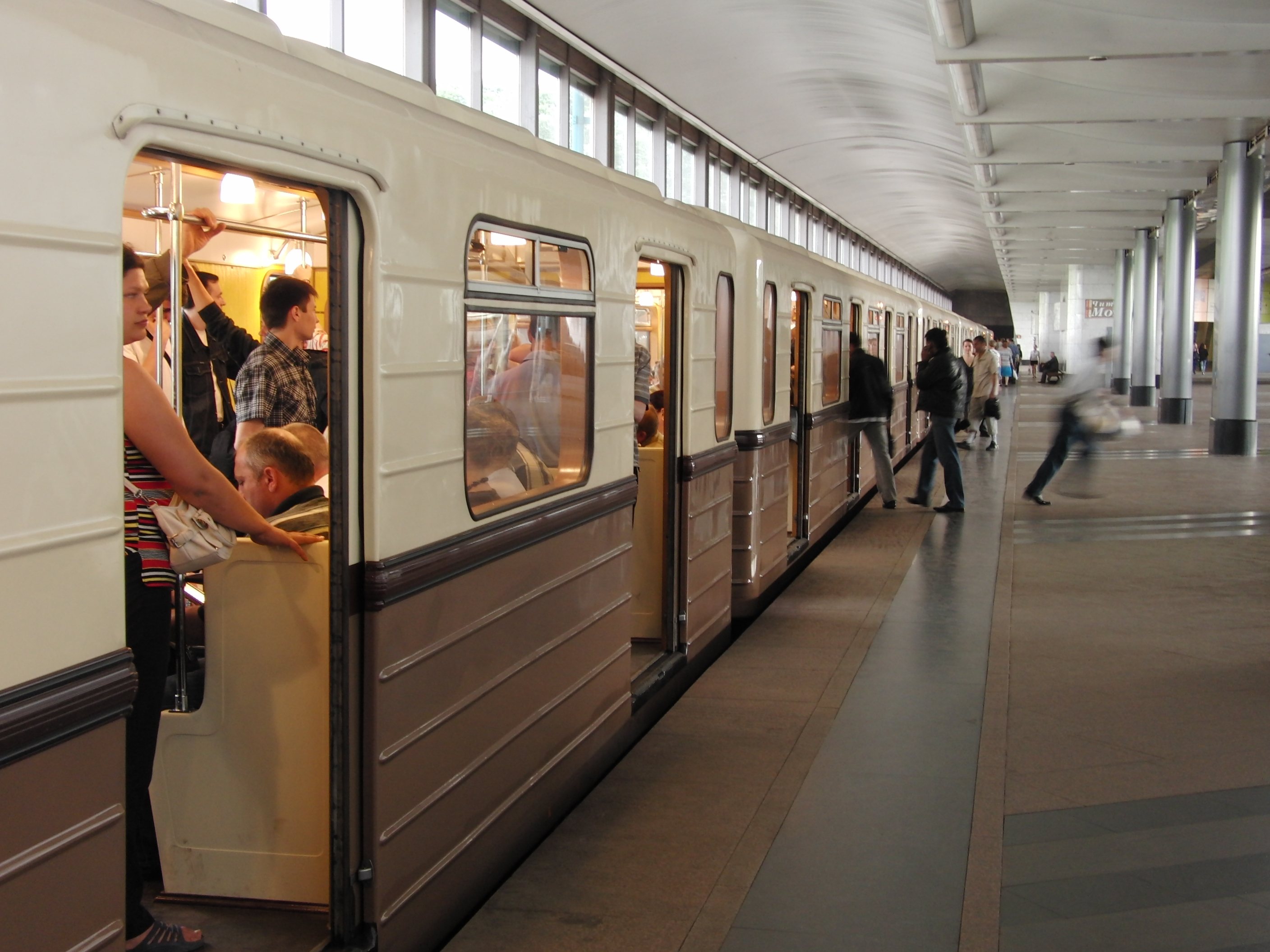
2010.